# Кирххайм (Гессен)
Кирххайм (нем. Kirchheim) — община в Германии, в земле Гессен. Подчиняется административному округу Кассель. Входит в состав района Херсфельд-Ротенбург. Население составляет 3636 человек (на 31 декабря 2010 года). Занимает площадь 50,66 км².
Община подразделяется на 12 сельских округов.